# 아프샤르 왕조

아프샤르 왕조(프랑스어:  افشاریان)는 투르코만 아프샤르 부족의 키르클루 씨족 출신인 나디르 샤(재위 1736년~1747년)가 세운 이란 왕조로, 아프샤르 제국을 통치했다.

## 왕조 목록
- 나디르 샤
- 아델 샤
- 샤흐로크 샤
- 에브라힘 아프샤
- 샤흐로크 샤